# Колеттанки

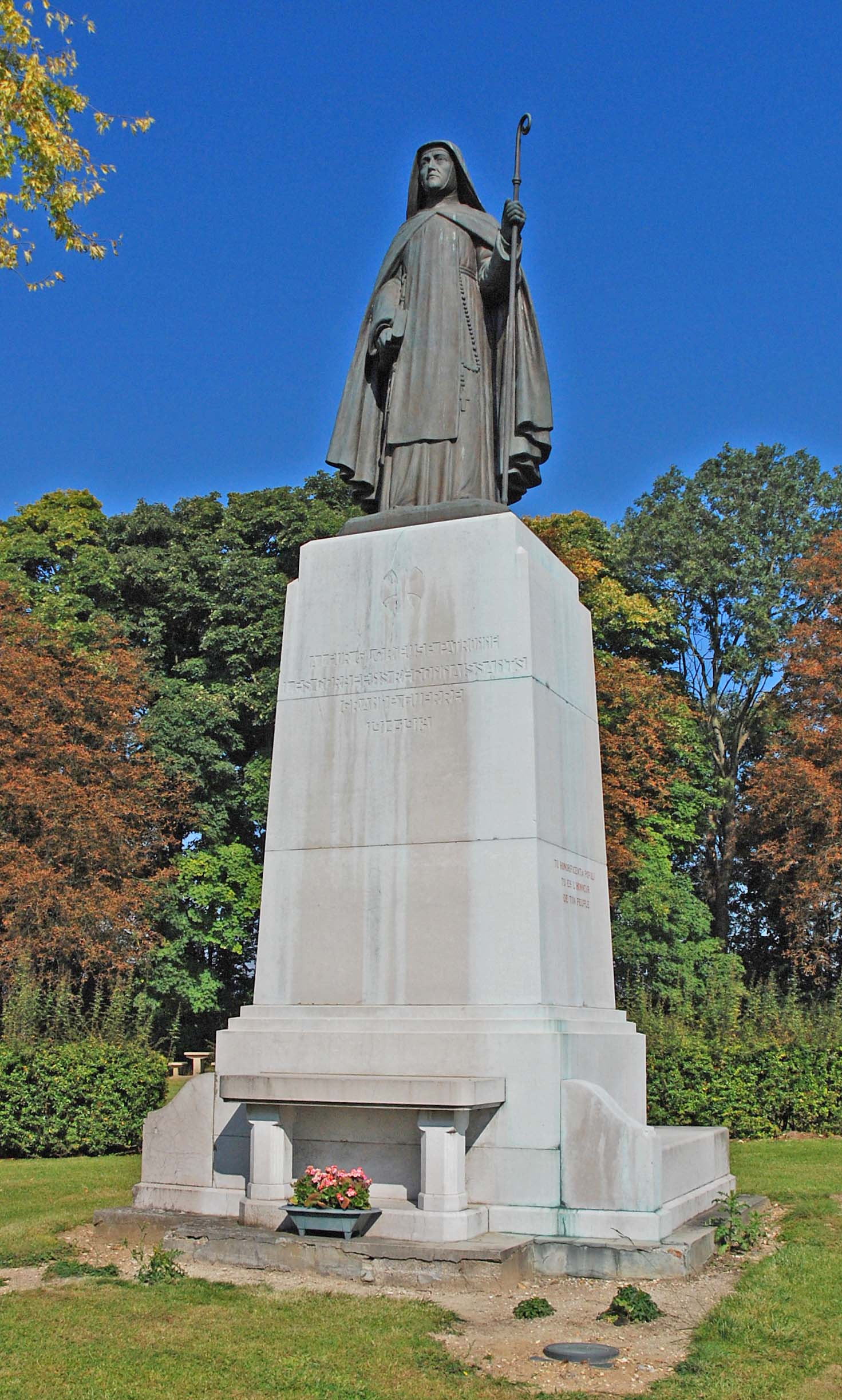
Святая Колетта, основательница колеттанок

Колетта́нки, Орден кларисс-колеттанок (лат. Ordo Sanctae Clarae reformationis ab Coleta, OSCCol) — женский монашеский орден Католической церкви, одна из ветвей Второго (женского) ордена францисканцев (клариссинок).

## История
Исторически вторая (женская) ветвь ордена францисканцев именовалась не францисканками, а клариссинками (клариссами) в честь святой Клары Ассизской. В начале XV века из клариссинок выделилась ветвь строгого соблюдения, основанная святой Колеттой Буале, получившая в её честь имя колеттанки. Её члены наряду с уставом св. Клары, общим для всех клариссинок, принимали дополнительную конституцию св. Колетты, усиливающую аскетическую составляющую монашеской жизни, в частности предписывалось существование исключительно на пожертвования, частые посты и строгий затвор.
В 1408 году была основана первая община в Безансоне, в 1418 году папа Мартин V утвердил новую ветвь клариссинок, а к 1444 году число монастырей колеттанок уже составляло 17. В 1447 году святая Колетта умерла, в этот период Иоанн Капистранский предпринял попытку объединить различные ветви клариссинок в один орден, но безуспешно. В 1807 году Колетта Буале была причислена к лику святых.
Большинство монастырей колеттанок находилось во Франции, однако все они были ликвидированы во время Французской революции. В XIX—XX веках орден понемногу начал возрождаться, причём его география существенно расширилась — монастыри колеттанок были основаны помимо Европы в США, Канаде, Латинской Америке и Азии. В 2002 году орден насчитывал 739 монахинь и 62 монастыря.